# Riccardo Giagni
Riccardo Giagni (Roma, 19 aprile 1956) è un musicologo e compositore italiano, autore di colonne sonore.

## Biografia
Nasce a Roma da genitori lucani: Gian Domenico, sceneggiatore e regista, e Olga De Pilato, nipote del letterato meridionalista Sergio. Ha un fratello, il regista Gianfranco.

Si laurea in Filosofia presso l'Università la Sapienza di Roma e compie studi musicali presso il Conservatorio dell’Aquila.

Nel 1976 avvia a una lunga collaborazione con la Rai e con Radio Rai, come autore, regista, consulente musicale e conduttore di programmi culturali, partecipando ad edizioni storiche di trasmissioni radiofoniche come Spaziotre, Un certo discorso, Stereonotte, Lampi, Radiotresuite e lavorando con Sergio Zavoli al suo ciclo televisivo Credere, non credere, su Raiuno. Negli stessi anni inizia ad operare nell'industria discografica in qualità di arrangiatore, produttore e autore di musiche: tra gli anni settanta e ottanta ha scritto e arrangiato brani per diversi artisti, tra cui Ivan Cattaneo, Grazia Di Michele, Miguel Bosé, Matia Bazar, Cristiano De André.

Ha collaborato con musei, festival e istituzioni nazionali e internazionali (Centre Georges Pompidou di Parigi, Museo d'Arte contemporanea di Strasburgo, Sound Art Museum di Roma, Istituto europeo di design, Biennale di Venezia, Ravenna Festival), e tiene regolarmente corsi, seminari, master classes, stages presso università, conservatori e scuole d'eccellenza e di alta formazione in Italia e all'estero (Université de Paris VIII Vincennes/Saint-Denis, École Supérieure Libre d'Études Cinématographiques, Conservatorio di Trento, Università degli Studi Suor Orsola Benincasa di Napoli, Université d'Artois, Università di Roma Tor Vergata, Università del Salento, Scuola Internazionale di Alta Formazione di Volterra e altre istituzioni).
Dal 1998 al 2010 ha insegnato Storia della musica per il cinema presso la Facoltà di Beni culturali dell'Università del Salento e, dal 2005 insegna stabilmente presso l'Istituto Europeo di Design di Roma, all'interno dei corsi di Sound Design e di Video.

L'attività di compositore per il cinema prende avvio attorno alla metà degli anni ottanta e col tempo diventa sempre più rilevante, anche grazie alle colonne sonore composte e curate per importanti film di Marco Bellocchio, Sabina Guzzanti e Mimmo Calopresti. Per Bellocchio comporrà in particolare le musiche di tre notevoli successi cinematografici: L'ora di religione, Buongiorno, notte e Il regista di matrimoni.

La collaborazione con Sabina Guzzanti riguarda soprattutto il cinema con le colonne sonore di Viva Zapatero!, Le ragioni dell'aragosta e Draquila, (tutte firmate assieme a Maurizio Rizzuto) ma anche la televisione con la celebre e censurata trasmissione di Rai3 RaiOt, nel 2003, e il teatro, con la firma delle musiche di scena degli spettacoli Reperto RaiOt (2004), Vilipendio (2008-2009) e Sì sì sì… oh, sì! (2011).

Dal 2004 dirige per le Edizioni Argo la collana Ascoltare lo sguardo (volumi dedicati alla molteplicità delle relazioni fra immagine e suono in campo estetico).
Dal 2007 anima e conduce, assieme al critico e teorico del cinema Luca Bandirali, gli incontri con i compositori e i registi nell'ambito del Festival Creuza de mä di Carloforte.
Dal 2010 al 2012 è stato membro dell'Osservatorio sulla Creatività della Provincia di Roma.

## Filmografia

### Musiche originali
- Voglia di rock, regia di Massimo Costa (1988)
- Marano, inverno in laguna, regia di Andrea Guarnieri (1994)
- La compagnia dei falchi grillai, regia di Andrea Guarnieri (1996)
- Storie del crinale, regia di Andrea Guarnieri (1998)

- My Father (My Father, Rua Alguem 5555), regia di Egidio Eronico (2003)
- Viva Zapatero!, regia di Sabina Guzzanti (2005)
- Il mistero di Lovecraft - Road to L., regia di Federico Greco e Roberto Leggio (2005)
- Scacco al re - La cattura di Provenzano, regia di Claudio Canepari, Mariano Cirino e Paolo Santolini (2007)
- Le ragioni dell'aragosta, regia di Sabina Guzzanti (2007)
- La fabbrica dei tedeschi, regia di Mimmo Calopresti (2008)
- Nanga Parbat - La montagna nuda, regia di Renato Chiocca (2008)
- Quando combattono gli elefanti, regia di Simone Amendola (2009)
- Winter Flower - Fiore d'inverno, regia di Alessandra Populin (2009)
- Draquila - L'Italia che trema, regia di Sabina Guzzanti (2010)
- Dante Ferretti: Scenografo italiano, regia di Gianfranco Giagni (2010)
- Il console italiano, regia di Antonio Falduto (2012)
- L'escale, regia di Serge Goriely e Alain Margot - cortometraggio (2013)
- 148 Stefano - Mostri dell'inerzia, regia di Maurizio Cartolano (2011)
- Un minuto de silencio, regia di Ferdinando Vicentini Orgnani (2013)
- Nessuno mi troverà, regia di Egidio Eronico (2016)
- E così sia, regia di Cristina Spina - cortometraggio (2017)
- Le scandalose - Women in Crime (Le scandalose), regia di Gianfranco Giagni (2016)
- Road to Myself, regia di Alessandro Piva - cortometraggio (2017)
- Come vincere la guerra, regia di Roland Sejko (2018)
- Ileana Florescu. Le Stanze del giardino, regia di Ferdinando Vicentini Orgnani (2018)
- Sogni, Sesso e Cuori Infranti, regia di Gianfranco Giagni (2018)
- La luce dentro, regia di Luciano Toriello (2019)
- Il cinema non si ferma, regia di Marco Serafini (2020)
- La macchina delle immagini di Alfredo C., regia di Roland Sejko (2021)
- Quei due, regia di Wilma Labate (2022)
- Villa Nitti. Le radici, la pianta, il silenzio, regia di Massimiliano Troiani (2022)
- Fratelli di culla, regia di Alessandro Piva (2025)
- Film di Stato, regia di Roland Sejko (2025)

### Consulenza musicale
- Appena cent'anni, regia di Renato Ferraro (1991)
- 1943 - La scelta, regia di Mimmo Calopresti (1993)
- Pane, Pace, libertà 1943-1945, regia di Mimmo Calopresti (1994)
- Sogni infranti, regia di Marco Bellocchio (1995)
- La religione della storia, regia di Marco Bellocchio e Francesca Calvelli (1998) - episodio di Alfabeto italiano
- I giorni dell'R60, regia di Guido Albonetti, Giovanna Boursier e Mauro Morbidelli (2001)
- Bimba - È clonata una stella, regia di Sabina Guzzanti (2002)
- Vengo a prenderti (The Shadow Dancer), regia di Brad Mirman (2005)
- La masseria delle allodole, regia di Paolo e Vittorio Taviani (2007)
- Nessuna qualità agli eroi, regia di Paolo Franchi (2007)
- Boris - Il film, regia di Giacomo Ciarrapico, Mattia Torre e Luca Vendruscolo (2011)
- Carlo!, regia di Fabio Ferzetti e Gianfranco Giagni (2012)
- Enigma Rol, regia di Anselma Dell’Olio (2023)

### Musiche originali e consulenza musicale
- L'ora di religione, regia di Marco Bellocchio (2002)

- Buongiorno, notte, regia di Marco Bellocchio (2003)
- Il regista di matrimoni, regia di Marco Bellocchio (2006)
- Pasta nera, regia di Alessandro Piva (2011)

## Riconoscimenti
- 2002 - Premio Ennio Flaiano miglior colonna sonora per L'ora di religione;
- 2005 - 2006 - Premio AITS per Il regista di matrimoni;
- 2007 - Premio alla carriera in progress al Festival del Cinema di Stintino[9];